# Chapelwaite
Chapelwaite est une série télévisée d'horreur américaine en dix épisodes d'environ 50 minutes créée par Peter et Jason Filardi et diffusée entre le 22 août et le 31 octobre 2021 sur Epix. Il s'agit de l'adaptation de la nouvelle Celui qui garde le ver (Jerusalem's Lot) de Stephen King.
Cette série est inédite dans tous les pays francophones.

## Synopsis
Après la mort tragique de sa femme en mer, le capitaine Charles Boone (Adrien Brody) et ses enfants retournent dans la petite ville de Preacher's Corners, dans le Maine, où une sombre histoire familiale les hante jusqu'à ce qu'ils y soient confrontés.

## Distribution
- Adrien Brody (VF : Adrien Antoine) : Charles Boone
- Emily Hampshire (VF : Olivia Luccioni) : Rebecca Morgan
- Jennifer Ens (VF : Valérie Bescht) : Honor Boone
- Sirena Gulamgaus (VF : Lou Dubernat) : Loa Boone
- Ian Ho : Tane Boone
- Gord Rand (VF : Yann Sundberg) : le ministre Burroughs
- Hugh Thompson : Constable Dennison
- Trina Corkum : Mary Dennison
- Eric Peterson (VF : Jean-Pierre Leroux) : Samuel Gallup
- Devante Senior : Able Stewart
- Allegra Fulton : Ann Morgan
- Jennie Raymond : Alice Burroughs
- Genevieve DeGraves : la fille à la pomme
- Christopher Heyerdahl : Jakub
- Julian Richings : Phillip Boone
- Steven McCarthy : Stephen Boone
- Briony Merritt : Faith Pringle
- Michael Hough : Daniel Thompson

 Source et légende : version française (VF) sur RS Doublage

## Production

### Développement
En décembre 2019, on annonce que la chaîne Epix a accepté les dix épisodes adaptés de la nouvelle Celui qui garde le ver (in le recueil Night Shift) de Stephen King, avec Jason Filardi et Peter Filardi en tant que scénaristes, et Donald De Line (en) en tant que producteur avec sa société De Line Productions.
En novembre 2023, la série est annulée.

### Attribution des rôles
En décembre 2019, Adrien Brody est engagé dans le rôle principal, celui du capitaine Charles Boone.
En mars 2020, Emily Hampshire se joint à Adrien Brody, dans le rôle de Rebecca Morgan.

### Tournage
Le tournage devait commencer en avril 2020, à Halifax, à la Nouvelle-Écosse, et a dû être reporté en raison de la pandémie de Covid-19. Il a finalement toujours lieu à Halifax, le 5 juillet 2020,.

### Fiche technique
Sauf indication contraire, les informations mentionnées dans cette section peuvent être confirmées par la base de données cinématographiques IMDb,  présente dans la section « Liens externes ».
- Titre original : Chapelwaite
- Création : Jason Filardi et Peter Filardi
- Casting : n/a
- Réalisation : David Frazee, Rachel Leiterman, Michael Nankin, Jeff Renfroe et Burr Steers
- Scénario : Jason Filardi et Peter Filardi ; Scott Kosar et Declan De Barra, d'après la nouvelle Celui qui garde le ver (in le recueil Night Shift) de Stephen King
- Musique : Mark Korven
- Direction artistique : Mike Ryan Hall
- Décors : Matt Likely
- Costumes : Lorna Marie Mugan et Rachael Grant
- Photographie : Miroslaw Baszak et David Greene
- Montage : Roderick Deogrades, Stephen Roque et Lara Johnston
- Production : Adrien Brody, Donald De Line (en), Jason Filardi, Peter Filardi et Burr Steers
- Sociétés de production : De Line Pictures ; Epix Productions (coproduction)
- Société de distribution : Epix
- Pays de production :  États-Unis
- Langue originale : anglais
- Saison : 1
- Épisode : 10
- Format : couleur
- Genre : horreur ; drame, énigme
- Durée : 46 à 60 minutes
- Date de première diffusion :
  - États-Unis : 22 août 2021 sur Epix

## Épisodes
1. Le sang appelle le sang (Blood Calls Blood)
2. Memento Mori (Memento Mori)
3. La Folie en héritage (Legacy of Madness)
4. Le Pacte (The Promised)
5. Le Prophète (The Prophet)
6. La Proposition (The Offer)
7. De Vermis Mysteriis (De Vermis Mysteriis)
8. La Tentation du diable (Hold the Night)
9. L'Avènement des ténèbres (The Gathering Dark)
10. Le Gardien (The Keeper)